# Norman Calladine
Norman William Calladine, dit Norm Calladine, (né le 1er janvier 1916 à Peterborough, dans la province de l'Ontario au Canada - mort le 23 mars 1988) est un joueur professionnel canadien de hockey sur glace.

## Carrière de joueur
Il commence sa carrière en 1938 avec les Orioles de Baltimore dans l'Eastern Hockey League.

## Statistiques de carrière
| Saison     | Équipe                   | Ligue      |    | Saison régulière | Saison régulière | Saison régulière | Saison régulière | Saison régulière |   | Séries éliminatoires | Séries éliminatoires | Séries éliminatoires | Séries éliminatoires | Séries éliminatoires |
| Saison     | Équipe                   | Ligue      | PJ | B                | A                | Pts              | Pun              | PJ               | B | A                    | Pts                  | Pun                  |                      |                      |
| 1938-1939  | Orioles de Baltimore     | EHL        | 51 | 33               | 41               | 74               | 4                | -                | - | -                    | -                    | -                    |                      |                      |
| 1939-1940  | Orioles de Baltimore     | EHL        | -  | 53               | 41               | 94               | 0                | -                | - | -                    | -                    | -                    |                      |                      |
| 1940-1941  | Ramblers de Philadelphie | LAH        | 52 | 8                | 24               | 32               | 4                | -                | - | -                    | -                    | -                    |                      |                      |
| 1941-1942  | Reds de Providence       | LAH        | 56 | 32               | 22               | 54               | 6                | -                | - | -                    | -                    | -                    |                      |                      |
| 1942-1943  | Reds de Providence       | LAH        | 51 | 16               | 35               | 51               | 7                | -                | - | -                    | -                    | -                    |                      |                      |
| 1942-1943  | Bruins de Boston         | LNH        | 3  | 0                | 1                | 1                | 0                | -                | - | -                    | -                    | -                    |                      |                      |
| 1243-1944  | Bruins de Boston         | LNH        | 49 | 16               | 27               | 43               | 8                | -                | - | -                    | -                    | -                    |                      |                      |
| 1944-1945  | Bears de Hershey         | LAH        | 14 | 4                | 8                | 12               | 0                | -                | - | -                    | -                    | -                    |                      |                      |
| 1944-1945  | Bruins de Boston         | LNH        | 11 | 3                | 1                | 4                | 0                | -                | - | -                    | -                    | -                    |                      |                      |
| 1945-1946  | Bears de Hershey         | LAH        | 5  | 0                | 2                | 2                | 0                | -                | - | -                    | -                    | -                    |                      |                      |
| Totaux LNH | Totaux LNH               | Totaux LNH | 63 | 19               | 29               | 48               | 8                | -                | - | -                    | -                    | -                    |                      |                      |